# Новоселицька вулиця (Київ)
Новосе́лицька ву́лиця — вулиця в Печерському районі міста Києва, місцевість Звіринець. Пролягає від вулиці Володимира Короткевича до Правобережної вулиці.
Прилучаються провулки Садово-Ботанічний та Новоселицький.

## Історія і забудова
Вулиця виникла у першій половині XX століття під назвою 249-а Нова. Сучасна назва — з 1944 року.
У 2000-х роках почалася забудова місцевості новими житловими комплексами різної поверховості, зокрема, на Новоселицькій вулиці у 2015 році звели низку будинків на 2 (№7), 5 (№4) і 10 (№10) поверхів, які стали частинами житлового комплексу преміум-класу «Renaissance Residence».